# Pont Sénégambie
Le pont Sénégambie, pont de Farafenni ou pont de la délivrance en Gambie surplombe le fleuve Gambie. Il a été conçu pour faciliter le transport entre le nord et le sud du Sénégal régions séparées par la Gambie dans le cadre du désenclavement dans l’espace CEDEAO. La France avait commencé à le financer en 1971, mais les travaux n'ont commencé qu'en 2015 avec l'aide de la Banque africaine de développement. Il a été inauguré le 20 janvier 2019, les voitures ont pu l'emprunter le lendemain, et les poids lourds depuis juillet 2019.
Il relie les villages gambiens de Farafenni et de Soma et facilite également, par la traversée de l'enclave gambienne, la circulation des personnes et des biens entre le nord et le sud du Sénégal en desservant notamment les régions de Sédhiou, Kolda et Ziguinchor en Casamance.
Il permet de faire, par voie terrestre, les 450 km qui relient Dakar à Ziguinchor en moins de 8 heures. Il remplace des ferrys peu sûrs.

## Dimensions
Le pont est long de 942 mètres. Sa hauteur est de 18 mètres et sa largeur de 12 mètres.
La première pierre a été posée le 20 février 2015 mais les travaux prévus sur une durée de 30 mois ont été retardés.
Les rives du fleuve étant vaseuses, la chaussée se prolonge en reposant sur des pieux allant chercher le sol stable à plus de 40 mètres de profondeur sur 360 et 600 mètres de long sur chacune des rives.

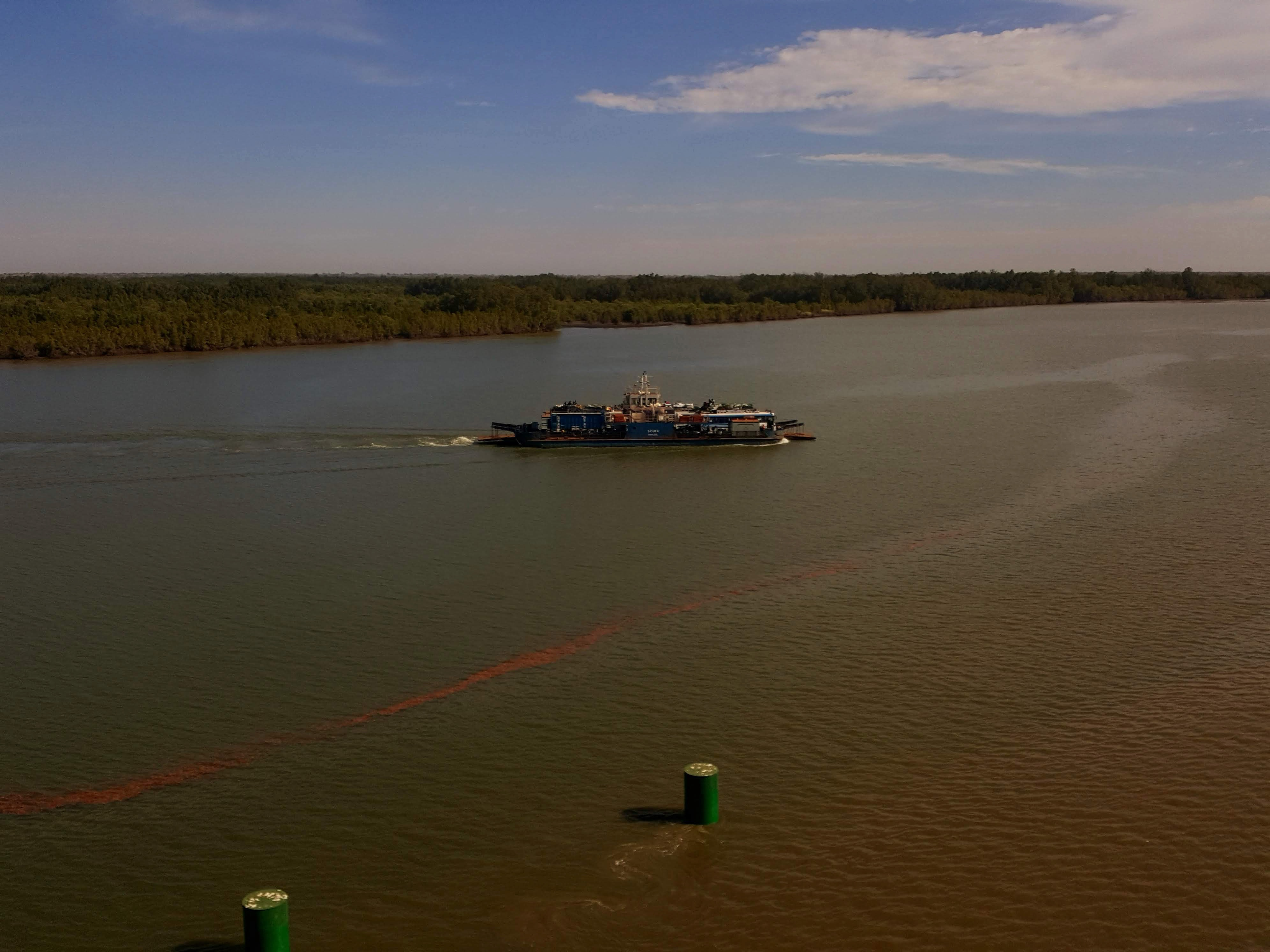
Le bac à véhicules devant être remplacé par le pont achevé.
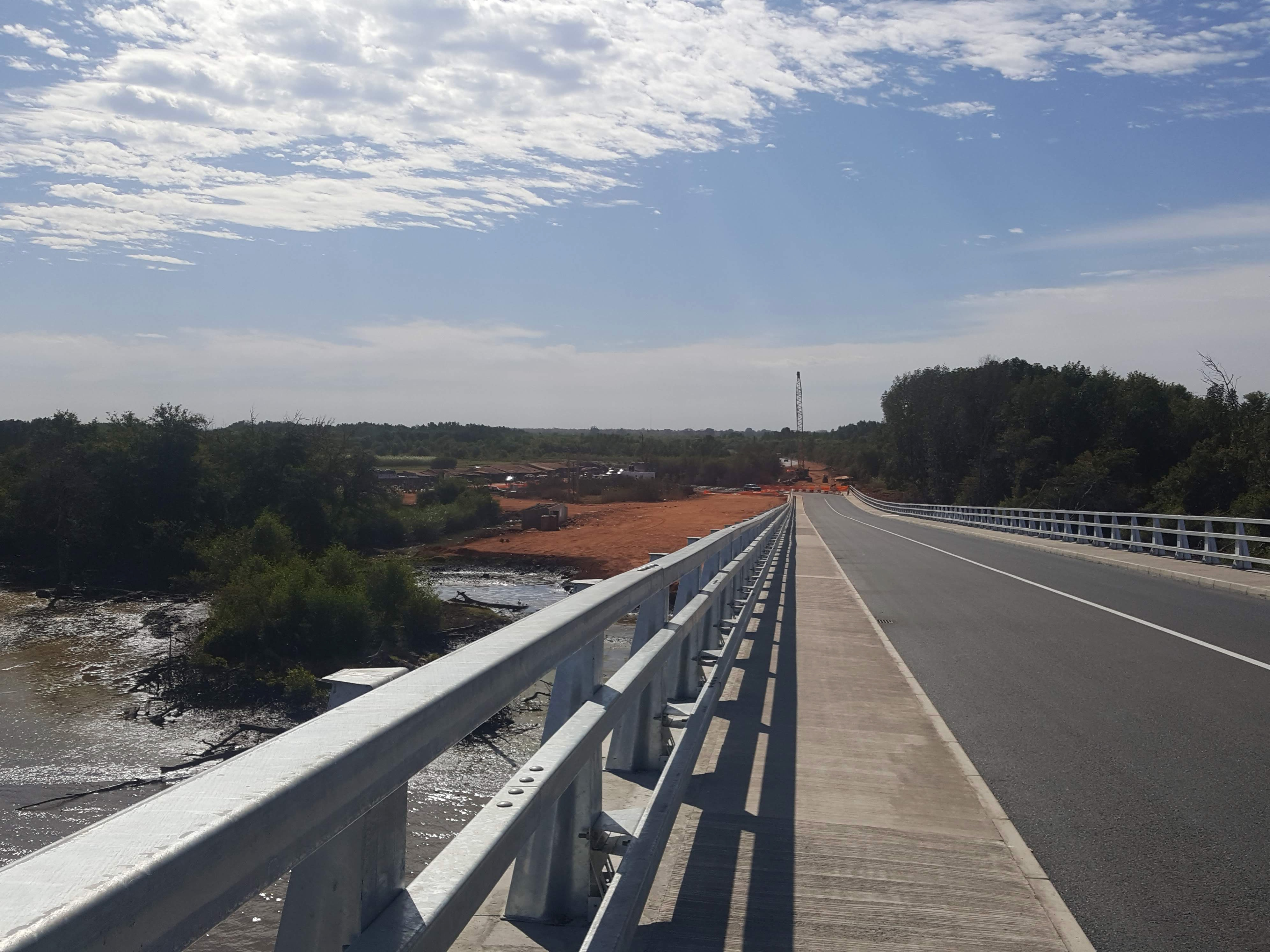
Vue vers le sud depuis le sommet du pont, vers Soma.
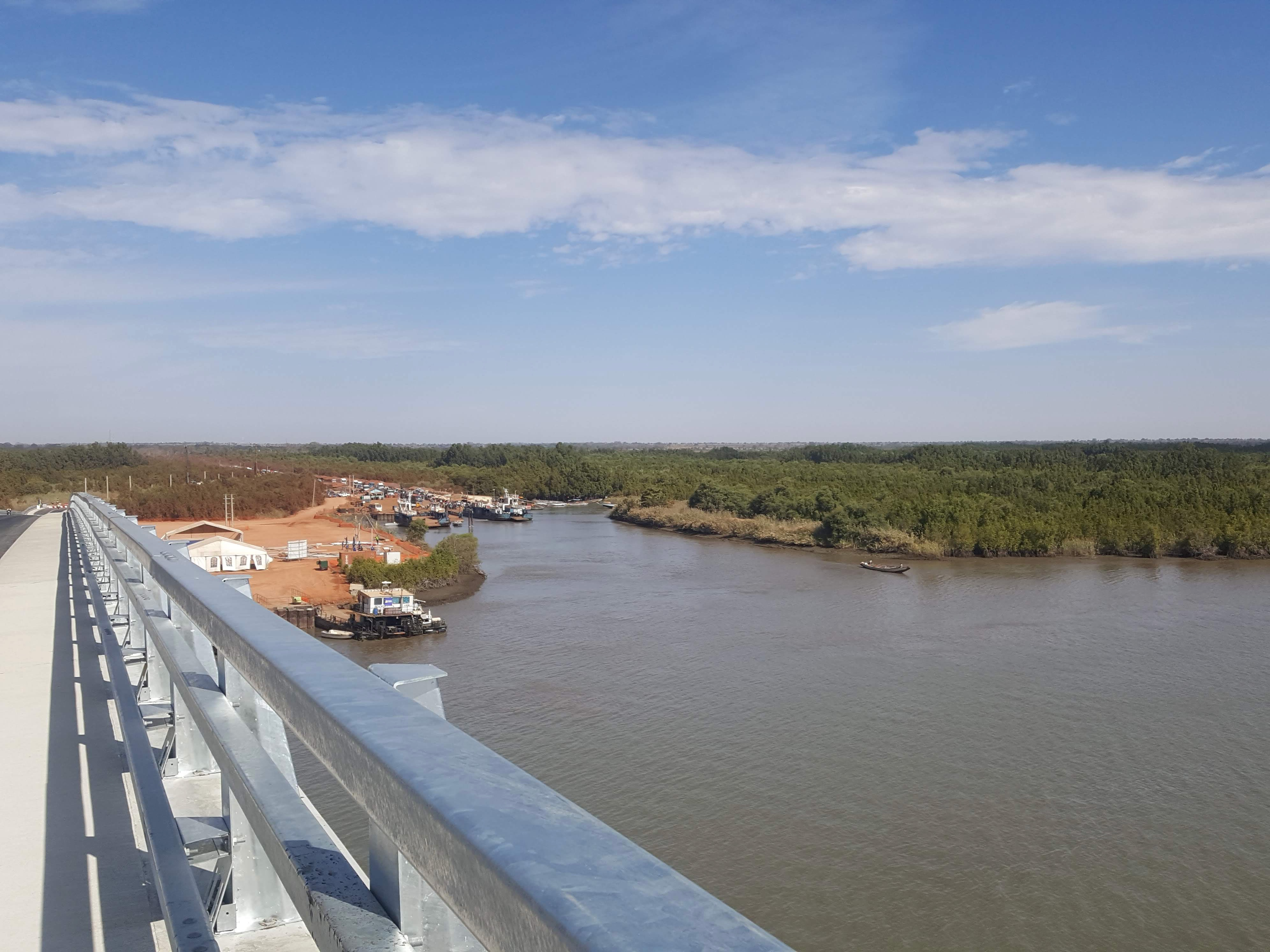
Vue vers le nord depuis le sommet du pont, vers Farafenni.

## Financement
Il s’agit du premier ouvrage sous-régional dont l’exécution est partagée par les deux pays (bien que le pont soit entièrement sur le territoire gambien). La construction de cet ouvrage a nécessité un financement conjoint de près de 50 milliards de francs CFA (75 millions d'euros) provenant principalement de la Banque africaine de développement.

## Interconnexion est-ouest en Afrique de l'Ouest
Ce pont est une des grandes charpentes du corridor devant relier Dakar à Lagos, la ville la plus peuplée du Nigeria, en passant par Bissau et Conakry. Il s’agit d’un outil important dans le cadre des échanges commerciaux.